# Peter Frederik Steinmann (General, 1812)

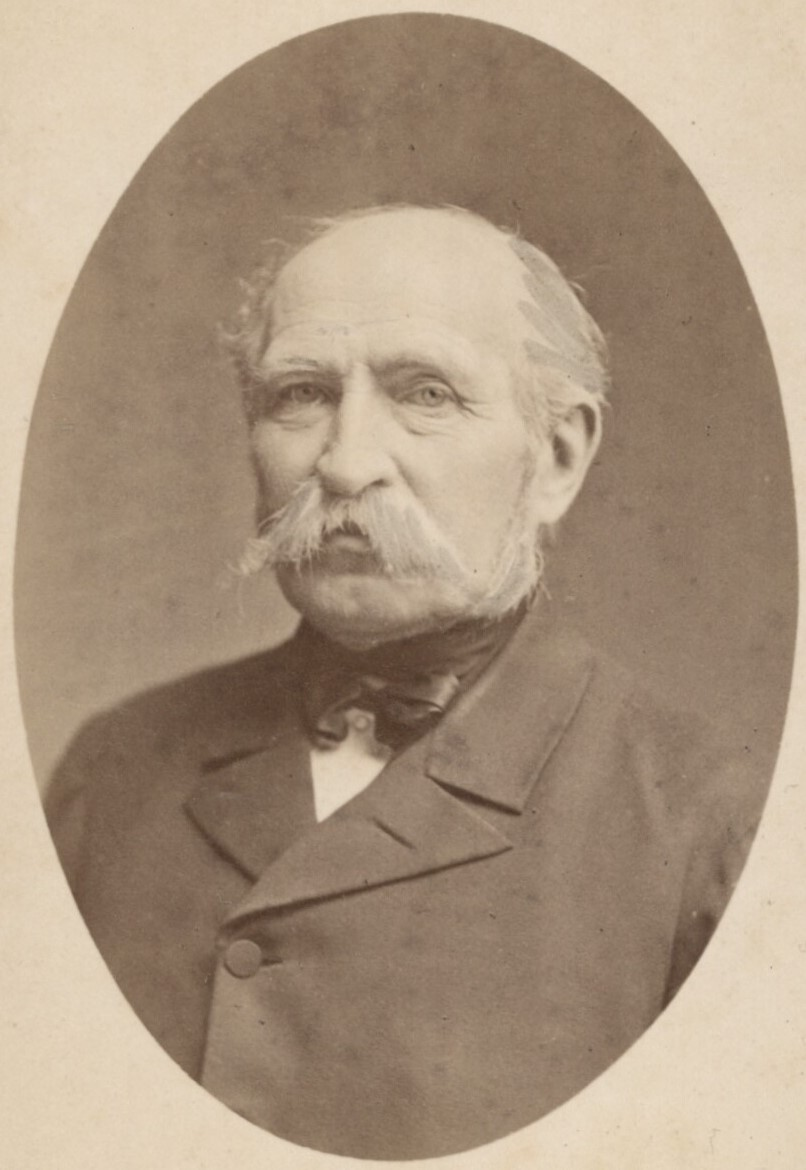
Peter Frederik Steinmann

Peter Frederik (Friderich) Steinmann (* 8. Juli 1812 in Kopenhagen; † 16. Februar 1894 auf Tybjerggård) war ein dänischer General und Kriegsminister.

## Herkunft und Familie
Steinmanns Vater war der Divisionsquartiermeister und spätere Generalleutnant Peter Frederik Steinmann (1782–1854) und dessen Gattin Johanne Birgitte Mette Dorthea, geb. Neergaard (1792–1824). Am 22. April 1841 heiratete Steinmann in Kopenhagen die Gräfin Anna Elisabeth Johanne Schulin (1813–1847), Tochter des Lehnsgrafen, späteren Amtmanns und Kammerherrn Sigismund Ludvig Schulin (1777–1836) und dessen Gattin Louise Elisabeth, geb. Brown (1785–1851).

## Leben
Steinmann wurde 1821 Freiwilliger in der Artillerie, im nächsten Jahre Kadett. 1826 wurde er „stykjunker“, die Bezeichnung für den jüngsten Offizier der Artillerie, und 1830 Sekondeleutnant, zurückdatiert auf 1826. 1830 bis 1834 war Steinmann Generalstabsschüler in der ersten Gruppe der Königlichen Militärischen Hochschule. 1834 erhielt er den Charakter eines Premierleutnants. 1841 bekam er als Dienstjahr für den Rang des Hauptmanns reserviert und wurde bereits im nächsten Jahre zum Kapitän erster Klasse. Im Folgejahre war er aus gesundheitlichen oder dienstlichen Gründen oft auf Auslandsreise. Im Mai 1848 wurde er Major und Stabschef beim rechten Flankenkorps, wurde aber später zum Generalkommando nach Fünen versetzt, an erster Stelle, weil das Korps Olaf Rykes einen Stabschef vermisste. Ryke hatte erst Vorbehalte gegenüber einem Akademiker wie Steinmann, lernte ihn aber im Laufe der Zeit zu schätzen. Im Juni 1849 erhielt Steinmann den Charakter eines Oberstleutnants, im nächsten Jahre den wirklichen Rang. Weil Ryke sich entschied, der Infanterie nach Fredericia zu folgen, blieb Steinmann mit der starken Reiterei des Korps zurück. 1850 war er Stabschef der Division Moltke. Zwischen den Kriegen war er Moltkes Stabschef in Fredericia, später hatte er den gleichen Posten bei de Meza in Flensburg inne. In diesen Jahren wurde ihm 1854 der Charakter eines Obersten, 1860 der eines Generalmajors verliehen; 1862 wurde er wirklicher Generalmajor. Von Kriegsminister Thestrup und dessen rechter Hand Reich wurde Steinmann hoch geschätzt. 1861 hatte er mit jüngeren Generalstabsoffizieren eine gründliche Erkundung Schleswigs und des südlichen Jütlands vorgenommen, um günstige Kampfstellungen für ein zurückweichendes Heer auszumachen. Nach seiner Überzeugung sollten die Befestigungen im Danewerk sowohl der kräftigen Verteidigung als auch offensiven Bewegungen dienen. Im März 1863 wurde er Brigadekommandeur, aber übernahm im Folgejahr, nach Georg Schøllers plötzlichem Tode, den Befehl im dritten Generalkommando in Kiel; ab Dezember desselben Jahres hatte er bei der Kriegseinteilung des Heeres das Kommando über die dritte Division inne.
Beim deutschen Einmarsch 1864 leitete Steinmann den kampflosen Abzug der dänischen Truppen aus Holstein und Lauenburg und besetzte das Zentrum des Danewerks. Steinmann wurde kurz darauf zum Obergeneral ernannt, zeitgleich erhielt er den Charakter eines Generalleutnants. Im November 1864 wurde das Oberkommando aufgehoben und Steinmann wurde Chef des 2. Generalkommandos. Mit dem Heeresstatut von 1867 wurde Steinmann General. Am 26. Juli 1874 übernahm er in der Regierung Fonnesbech das Kriegsministerium, das zuvor vom Interimsminister Ravn geleitet wurde. Steinmanns Vorgänger Thomsen war zuvor an der vorgeschriebenen Revision des Heeresstatuts von 1867 gescheitert, dies sollte nun Steinmann erledigen. Sein Vorschlag war ein vergleichsweise mannstarkes Heer, starke Seebefestigungen bei Kopenhagen und nur schwache Anlagen auf Land; doch auch sein Vorschlag scheiterte im Parlament. Dabei war er allzeit für eine fortwährende dänische Neutralität. 1877 übernahm er wieder das 2. Generalkommando. 1882 nahm er seinen Abschied.

## Auszeichnungen
- 1836: Kammerjunker
- 1843: Ritterkreuz des Dannebrogordens
- 1848: Kammerherr
- 1850: Dannebrogsmændenes hæderstegn
- 1857: Komtur des Dannebrogordens
- 1864: Großkreuz des Dannebrogordens